# پل اکمن
پل اکمن (انگلیسی: Paul Ekman؛ زادهٔ ۱۵ فوریه ۱۹۳۴) یک دانشمند در زمینه زبان بدن روان‌شناسی و انسان‌شناسی اهل ایالات متحده آمریکا است.
بر اساس نظریه وی، در خصوص رفتارهای ناخودآگاه مغز و تأثیر آن بر حالتهای غیرارادی، سریال "به من دروغ بگو" (Lie to me) در سه سیزن در آمریکا ساخته شد. در حال حاضر بعد از انتشار صدها مقاله، پل اکمن کتابی را به تازگی روانه بازار کرده‌است در خصوص "حرکت به سوی جهانی در شفقت " که در این کتاب اهمیت نوع دوستی در دنیای جهانی ما توضیح می‌دهد. پل اکمن این کتاب را پس از ساعتها ملاقات و مذاکره با دالای لاما منتشر کرده‌است.
نام پل اکمن (Paul Ekman) را در بسیاری از کتب مرجع روانشناسی، در کنار داروین و فروید و بزرگانی مانند آنها می‌بینیم. مردی که بیش از ۶ دهه عمر خود را صرف مطالعه در مورد احساسات انسانها و به‌طور خاص، «دروغ و فریب» در «گفتگوها و ارتباطات و مذاکره» کرده‌است. در ویکی‌پدیا ذکر شده: «او به قوی‌ترین انسان در تشخیص دروغ در جهان مشهور است»). آنچه که بین پل اکمن و دروغ، رابطه ایجاد می‌کند، سالهای زیادی است که روی همه جنبه‌های آن، از جمله بروز بیرونی و نشانه‌های احساسی ناشی از دروغگویی در چهره وقت گذاشته و مطالعه کرده‌است.
به همین دلیل است که حوزهٔ «تشخیص احساسات در مذاکره» معمولاً با معرفی پل اکمن و کارهای او آغاز می‌شود.
از جمله کارهای بزرگ پل اکمن، تلاش برای تحلیل و ارزیابی فراگیر بودن علائم و زبان بدن است. تحقیقات گسترده پل اکمن نشان می‌دهد از میان انبوه نشانه‌های غیرکلامی در ارتباطات ما انسانها، علائم چهره و نشانه‌هایی که در صورت ما پدیدار می‌شوند، در تمام جهان یکسان هستند.
او سالها به نقاط مختلف جهان سفر کرد و حتی در میان قبایل بدوی زندگی کرد تا به این اطمینان برسد که همه انسانها مستقل از سن و رنگ و نژادشان، احساسات خود را به شکل یکسانی در چهره بروز می‌دهند.
پل اکمن، هفت احساس پایه را در انسانها شناسایی کرد و نشان داد که این احساس‌ها، در همهٔ ما مشترک هستند و در چهرهٔ ما به یک شکل بروز می‌کنند. فهرست احساسات مشترک ما به این شرح است:
ترس. تعجب. خشم. نفرت. شادی. غم. تحقیر
البته تحقیر در فهرست اولیهٔ پل اکمن نبود و بعدها به آن افزوده شد. او برای هر یک از این احساسات، علائمی را که در چهره بروز می‌کند و ماهیچه‌هایی را که منقبض شده یا تغییر شکل می‌دهند مشخص کرده‌است.
اگر چه پل اکمن ده‌ها مقاله و کتاب معتبر تألیف کرده و جایگاه عملی‌اش تردیدناپذیر است، اما چیزی که باعث شد عموم مردم هم او را بشناسند سریال تلویویونی «Lie to me» یا «به من دروغ بگو» بود که در آن، بارها و بارها، به کارهای او ارجاع داده شده‌است. پل اکمن از این سریال، حمایت جدی کرد و حتی برای بازیگران آن نامه‌هایی می‌نوشت تا کمک کند نقش‌های خود را در آن بهتر ایفا کنند. اما در نهایت هم، ضمن اشاره و ارجاع متعدد به آن سریال، آن را A well exaggerated scientific drama یا یک درام علمی به اندازهٔ کافی بزرگنمایی شده می‌نامد.
علائم چهره یا Facial Expressions از این جهت جذاب و قابل درک است که تا حدود زیادی بین ما و حیوانات مشترک است و بسیاری از نشانه‌هایی را که ما در اثر احساسات در چهرهٔ خود بروز می‌دهیم آنها هم در چهره خود نشان می‌دهند. جملات زیر از پل اکمن (در کتاب دروغ گویی) می‌باشد:

## هر داستان سه وجه دارد: آن طور که تو می‌گویی. آنطور که او می‌گوید. آنطور که واقعاً روی داده‌است
از جمله کتابهای مهم پل اکمن می‌توان به کتاب «احساسات آشکار یا Emotions Revealed» و «دروغ گویی یا Telling Lies» اشاره کرد.